# 181751 Phaenops
181751 Phaenops este o planetă minoră (asteroid), cu un diametru de 15,046 km, din Asteroid troian al lui Jupiter. A fost descoperită pe 17 aprilie 1996 la Observatorul European Austral de Eric Walter Elst. 
Obiectul prezintă o orbită caracterizată de o semiaxă mare de 5,2135698269396 UAi, o excentricitate de 0,092, o înclinație de 16 ° în raport cu ecliptica.